# XCF
XCF（eXperimental Computing Facility）ファイル形式は、GIMP画像編集プログラムのネイティブな画像形式である。各レイヤ、現在の選択、チャネル、透明度、パスおよびガイドの保存をサポートする。しかしながら、PSDファイルと異なり、やり直しの履歴はXCFファイルに保存されない。
保存される画像データは単純なRLEアルゴリズムによってのみ圧縮されるが、GIMPはgzipとbzip2のどちらを使った圧縮ファイルもサポートしている。圧縮されたファイルは通常の画像ファイルと同じように開ける。
XCFファイル形式はほとんどの場合後方互換である。たとえば、GIMP 2.0は文章を文章レイヤに保存できるが、GIMP 1.2はできない。GIMP 2.0で保存された文章レイヤはGIMP 1.2では通常の画像レイヤとして開かれる。
GIMPの開発者はXCFをデータ交換形式として使うことを勧めていない。なぜならばこの形式はGIMPの内部データ構造を反映しており、将来のバージョンで小さな形式変更があるかもしれないからである。それゆえGIMP自身の (自由に利用可能な) ソースコードが画像形式の参照文書となる。加えて、GIMP開発者とKrita開発者の間で「OpenRaster」という名称の新しい画像形式を設計するための共同作業が現在進行中である。OpenRasterはOpenDocument Formatをモデルとし、両方のアプリケーションの将来のバージョンで採用される予定のラスタファイル形式である。しかしながら、Henning Makholm (下記のXCFToolsを参照) がこの形式を完全に文書化した現時点では、仕様書は草案状態（draft）である。

## ソフトウェアの対応状況
XCFはGIMPに加えて他のプログラムでもファイル形式として使われている:
- SeashoreはMac OS Xネイティブの軽量な画像編集プログラムであり、GIMPを基に作られた。
- CinePaintはGIMPからのフォークであり、16ビットと32ビットの浮動小数点チャネルおよび16ビット整数チャネルのサポートを追加している。CinePaintのファイル形式をXCFから変更する計画が存在する。CinePaintで使われているXCFファイル形式はGIMPのネイティブ形式から分岐しているので、GIMPで作成したXCFファイルをCinepaintで開くこと (またはその逆) はできない。

いくつかの画像ビューアと変換ソフトウェアはこの形式を読めるが、対応の度合いはまちまちである:
- ImageMagickにはXCF読み取りモジュールがあり、単一レイヤのインデックスカラーでない画像を読める。
- KritaはGraphicsMagickライブラリを使ってXCFファイルをインポートする。
- ShowImgは複数レイヤのインデックスカラーでない画像を表示できる。
- Gwenviewは複数レイヤのインデックスカラーでない画像を表示できる。
- GImageViewは複数レイヤのインデックスカラーでない画像を表示できる[1]。
- IrfanViewは4.32リリースでXCFのサポートを追加した。
- XnViewは単一レイヤのインデックスカラーでない画像を表示できる。
- Inkscapeは0.44リリースでXCFエクスポートのサポートを追加した[2]。
- Henning MakholmによるXCFToolsはXCF画像の変形や合成を行うユーティリティのセットである[3]。個々のレイヤ、もしくは合成した画像全体を、PNGやPNMとして抽出することもできる。